# Miniphasma
Miniphasma is een geslacht van wandelende takken uit de familie Phasmatidae. De wetenschappelijke naam van dit geslacht is voor het eerst voorgesteld door Oliver Zompro in een publicatie uit 2007. De soorten van dit geslacht komen op Sri Lanka voor.

## Soorten
Het geslacht Miniphasma omvat de volgende soorten:
- Miniphasma prima (Zompro, 1999)
- Miniphasma secunda (Zompro, 1999)